# لي هاريس بوميروي
لي هاريس بوميروي (بالإنجليزية: Lee Harris Pomeroy)‏ هو مهندس معماري أمريكي، ولد في 19 نوفمبر 1932، وتوفي في 19 فبراير 2018.